# Mortierella verrucosa
Mortierella verrucosa är en svampart som beskrevs av Linnem. 1953. Mortierella verrucosa ingår i släktet Mortierella och familjen Mortierellaceae.   Inga underarter finns listade i Catalogue of Life.